# Polygonia interposita
Polygonia interposita är en fjärilsart som beskrevs av Otto Staudinger 1881. Polygonia interposita ingår i släktet Polygonia och familjen praktfjärilar. Inga underarter finns listade i Catalogue of Life.